# Poecilodryas cerviniventris
La balia australiana ventrefulvo (Poecilodryas cerviniventris (Gould, 1858)) è un uccello della famiglia dei Petroicidi originario dell'Australia settentrionale.

## Descrizione
La balia australiana ventrefulvo ha il dorso di colore variabile dal verde al marrone, con coda e ali marrone scuro striate di bianco, petto color bianco crema e zone arancione chiaro attorno e sotto le ali. Si distingue dalla balia australiana dai sopraccigli bianchi, molto simile a essa nell'aspetto, tanto che le due venivano raggruppate fino a non molto tempo fa in un'unica specie, per le dimensioni maggiori, la striscia bianca sopracciliare più lunga e sottile, la parte superiore del dorso più scura, una larga fascia nera attraverso la faccia, una barra bianca più larga sulle remiganti, fianchi di un colore camoscio-rossastro più intenso e le estremità bianche di tutte le penne della coda.

## Distribuzione e habitat
La balia australiana ventrefulvo è diffusa nelle regioni del Kimberley (Australia Occidentale nord-occidentale) e del Top End (Territorio del Nord), dove abita in aree boschive e foreste pluviali.

## Biologia
La stagione degli amori va da agosto a marzo. Le due uova azzurro-verdastre che compongono ciascuna nidiata, picchiettate da macchie castane o viola, vengono deposte in un piccolo nido fatto di ramoscelli, rampicanti e licheni posto a 1–10 m di altezza dal suolo.